# 김토봉
김토봉(金土鳳, To-Bong Kim)은 대한민국의 음악가이자 기타리스트이다.

## 약력
김토봉은 2014년 11월 27일 첫 음반 《너는 어디에》를 발매하며 데뷔하였다.
이후 2015년 2월 2일에는 두번째 음반인 《발렌타인데이 러브 ValentineDay Love》를 발매하였으며 같은해 12월에는 세번째 음반 《시간이 지나면 괜찮아》를 발매했다.
2016년 3월 24일에는 첫 정규 음반인 《수놓아지길》을 공개했다.
2017년 1월 6일, 네번째 음반 《연가》을 발표했다.
2020년 1월 9일, 가수 길구봉구의 히트곡 '이별'의 편곡자 정찬희와 함께 작업한 다섯번째 음반 《넓은길》을 발표했다.
2022년 10월 20일, 대한민국을 전 세계에 홍보하는 방탄소년단(BTS)의 뮤직비디오 Feel the Rhythm of Korea with BTS - DAEJEON ROCK N ROLL에 밴드 기타리스트로 참여했다.

## 음반 목록

### 정규 음반
- 2020년 1월 9일 디지털 싱글 앨범 〈넓은길〉
- 2016년 3월 24일 미니 앨범 〈수놓아지길〉

### 비정규 음반
- 2017년 1월 6일  - 디지털 싱글 〈연가〉
- 2015년 12월 27일  - 디지털 싱글 〈시간이 지나면 괜찮아〉
- 2015년 2월 2일  - 디지털 싱글 〈발렌타인데이 러브 ValentineDay Love〉
- 2014년 11월 27일  - 디지털 싱글 〈너는 어디에〉

## 음반 외 활동
- 2015년 5월 - 콘서트 《대학로연가》 대학로 훈아트홀 (밴드 '기타리스트' 역)[1]
- 2015년 10월 - 콘서트 《허느머느》 라이브앤라우드 (밴드 '기타리스트' 역)[2]
- 2022년 10월 20일 - 방탄소년단 뮤직비디오 《Feel the Rhythm of Korea with BTS – DAEJEON ROCK N ROLL》  (밴드 '기타리스트' 역)

## 참고 자료
- 싱어송라이터 김토봉, 새 싱글 ‘수놓아지길’ 24일 발표 - 스포츠동아 최현정 기자
- 싱어송라이터 김토봉, 신곡 ‘수놓아지길’ 24일 공개 ‘믹싱 마스터링도 직접’ 24일 발표 - 뉴스앤미디어 배재련 기자
- 싱어송라이터 김토봉 자신의 모든 역량 쏟은 미니앨범 '수놓아지길' 발매 '인디신 경험 다 담았다' - 스포츠Q 박영웅 기자
- 박소윤 김토봉 손승우 이진광, 실력파밴드 ‘허느머느’ 결성, 4일 첫공연 - 뉴스엔 배재련 기자
- 포크 통기타가수 박소윤, 명품 ‘Rock’으로 컴백 - 환경일보 이연주 기자
- 대학로 연가 콘서트 인기 김광석 향수 기억한다면.. - 뉴스엔 배재련 기자
- 인디여신 박소윤, 명품 록 ‘Where Feat.김토봉’로 내일(22일) 컴백 - 뉴스엔 배재련 기자
- 싱어송라이터 김토봉, 신곡 ‘수놓아지길’ 발표 - 이슈와 뉴스 오은정 기자
- 싱어송라이터 김토봉, 신곡 '수놓아지길' 발표 - A.N.T 뉴스통신 오윤옥 기자
- 싱어송라이터 김토봉, 싱글앨범 ‘연가’ 티져 영상 공개 - 매일일보 박지성 기자
- 김토봉의 겨울 락발라드 '연가' 1월 6일 발표 - 아시아뉴스통신 김남지 기자
- 뮤지션 김토봉 "음원은 책임감과 의무감에 내는 것"  - 데일리그리드 조남욱 기자
- 싱어송라이터 김토봉, 겨울맞이 4번째 싱글앨범 ‘연가’ 공개 - 미래한국 구하영 기자
- 락발라드의 신예 김토봉, SNS 통해 싱글앨범 발표 소식 알려 - 베타뉴스 전소영 기자
- 싱어송라이터 김토봉, 6일 신보 발표...직접 믹싱 마스터링 작업 진행 - 데일리그리드 임영규 기자
- 싱어송라이터 김토봉, 4번째 락발라드 싱글앨범 ‘연가’ 발매 - 매일일보 박지성 기자
- 뮤지션 김토봉 “사랑 노래 그만하고 대중들을 위한 노래 만들고 싶어”- 전자신문 김정실 기자